# إصابة هرسية
الإصابة الهرسية (بالإنجليزية: crush injury) هي رضة بواسطة شيء يتسبب بانضغاط الجسم.
هذا النوع من الإصابات شائع بعد كارثة طبيعية أو بعد رضة من اعتداء متعمد.
إن انحلال الربيدات ومتلازمة الهرس من المشاكل الشائعة بالمتعلقة بهذا النوع من الإصابات.